# Rennes-en-Grenouilles
Rennes-en-Grenouilles település Franciaországban, Mayenne megyében. Lakosainak száma 111 fő (2022. január 1.). Rennes-en-Grenouilles Le Housseau-Brétignolles, Sainte-Marie-du-Bois, Thubœuf, Juvigny Val d'Andaine és Rives d'Andaine községekkel határos.

## Népesség
A település népessége az elmúlt években az alábbi módon változott:
| Lakosok száma | 182  | 148  | 122  | 110  | 117  | 112  | 107  | 103  | 106  | 111  |
|               | 1968 | 1982 | 1990 | 2006 | 2013 | 2015 | 2017 | 2019 | 2020 | 2022 |